# 德鲁塔
德鲁塔（義大利語：Deruta），是意大利佩鲁贾省的一个市镇。总面积44.39平方公里，人口9521人，人口密度214.5人/平方公里（2009年）。ISTAT代码为054017。